# Alfons Frederik van Sicilië
Alfons Frederik van Sicilië (Palermo, circa 1294 - , 1338) was een edelman uit het Koninklijk Huis Barcelona in het koninkrijk Sicilië dat deel was van de Kroon van Aragon. Hij werd ook genoemd Frederik van Athene of Frederik van Aragon.
In dienst van zijn vader Frederik II, koning van Sicilië, bestuurde hij de Aragonees-Siciliaanse kruisvaardersstaten in Griekenland. Zo was Alfons Frederik regent of vicaris-generaal (1317-1330) van het hertogdom Athene. Daarnaast was hij heer-gemaal van Negroponte of Evia (1317-1338), heer van Salona (1320-1338) en 1e hertog van Neopatria (1319-1338). Alfons Frederik hield de Venetianen en Franse kruisvaarders buiten.
Alfons Frederik werd later in zijn leven graaf van Malta en Gozo (1330-1338), twee eilanden die ook onder Aragonees-Siciliaans bestuur vielen.

## Levensloop

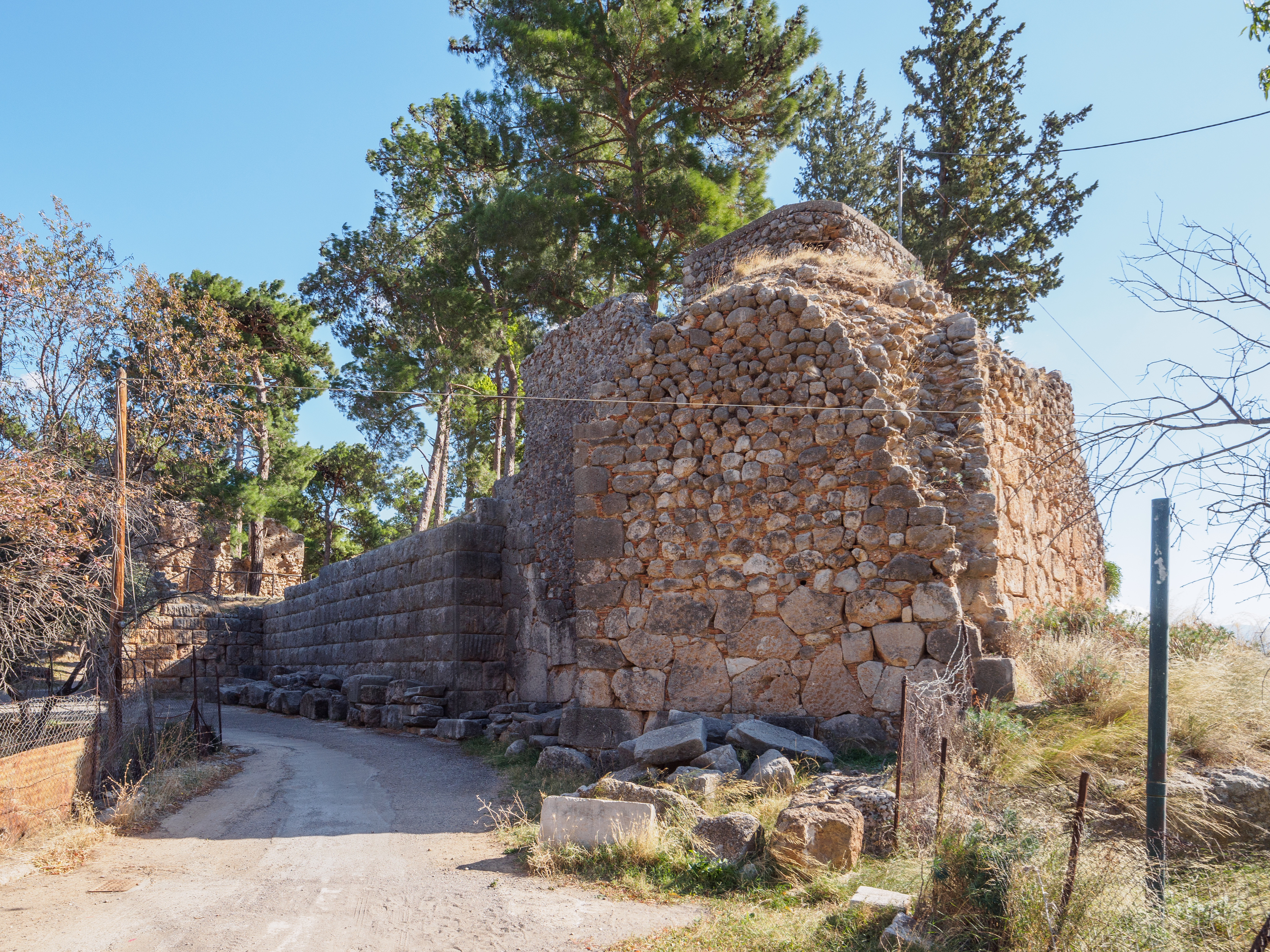
Alfons Frederik van Sicilië was heer van Salona in Griekenland, tegenwoordig Amfissa genoemd. Zicht op kasteelruïne van Amfissa.

Wapenschild van het hertogdom Neopatria. Alfons Frederik was de 1e hertog

Alfons Frederik was een natuurlijke zoon van Frederik II, koning van Aragonees Sicilië, en diens maîtresse Sibilla Sormella. Hij groeide eerst op aan het Koninklijk Hof van Palermo met zijn moeder en nadien bij zijn oom Jakobus II, koning van Aragon, op het Spaanse vasteland. In 1317 huwde Alfons Frederik met Marulla of Muriella van Verona. Marulla was een dochter van Bonifatius, een edelman uit Verona en triarch van Zuid-Evia - de rest van het eiland was onder Venetiaans bestuur met de Venetiaanse naam Negroponte -. Haar moeder was Agnes de Cicon. Als bruidsschat ontving het echtpaar meerdere kastelen in het nabije hertogdom Athene. Frederik II benoemde zijn zoon tot regent van het hertogdom Athene, nadat de voorganger Berengario Estañol overleden was (1317). De hertog van Athene zelf bleef wonen aan het Hof in Palermo, het weze Manfred van Athene of nadien Willem van Athene, allebei echtelijke zonen van Frederik II. 
Voor Alfons Frederik betekende deze benoeming met huwelijk hetzelfde jaar het startsein om orde op zaken stellen, en dit zowel in Athene als in Zuid-Evia. In de zomer van 1317 landde Alfons Frederik met een Siciliaanse vloot in Piraeus, de haven van Athene. In Athene kreeg hij de Catalaanse Compagnie onder zijn gezag. Deze compagnie huurlingen werden ook Almogàvers genoemd. Het lukte Alfons Frederik de op drift geraakte en plunderende compagnie te winnen voor de zaak der Sicilianen. 
In de ogen van de Venetianen was het huwelijk met Marulla van Verona een provocatie. Zij verklaarden hem de oorlog en de inzet was de macht over het hele eiland Evia. Het leger van Alfons Frederik bouwde een brug over de zeeëngte in Chalkis. Het Venetiaanse garnizoen was zo verrast dat het tot een wapenstilstand kwam. Eind 1317 stierf zijn schoonvader zodat Frederik Alfons formeel heer-gemaal van (Aragonees) Evia werd, met als machtsbasis de stad Karystos. De Venetianen gedoogden de Aragonese bezetting op Evia. Alfons Frederik bestookte echter de Venetiaanse koopvaardijschepen met behulp van Ottomaanse piraten. De Venetianen dreigden opnieuw met oorlog. Onder druk van zijn vader Frederik II werd de vrede getekend (1319). De Venetianen erkenden de Aragonese bezetting doch bleven moeilijk doen over het fort Karystos op Zuid-Evia. Desondanks hield de vrede stand.
In 1318 stierf de despoot van Thessalië, een Byzantijnse provincie gelegen ten noorden van Attica en Evia. Het ging om gouverneur Joannes II Dukas, een Byzantijn. Alfons Frederik stormde met zijn Almogàvers door de Thermopylen. Zij veroverden de steden Phthiotis, Neopatra, Lamia, Gardiki, Pharsala en Domokos (1319). Dit gebied werd het hertogdom Neopatria. Alfons Frederik was de eerste hertog van Neopatria. Dit nieuw gebied werd een aantrekkingspool voor Catalanen, Valencianen, Aragonezen en Sicilianen. De officiële taal werd er Latijn; de hoftaal werd Catalaans. Om administratieve redenen werd het hertogdom Neopatria verenigd met het hertogdom Athene en zo samen bestuurd. 
In 1320 stierf de heer van de naburige heerlijkheid Salona, tevoren Amfissa genoemd, een klein gebied in Centraal-Griekenland. Die heer was Roger Deslaur, een voormalige commandant van de Catalaanse Compagnie. Alfons Frederik lijfde het gebied bij zijn grondgebied in (1320); hij was voortaan heer van Salona. 
Tien jaar later (1330) beëindigde zijn vader Frederik II het regentschap van Alfons Frederik over het hertogdom Athene. Alfons Frederik moest de baan ruimen voor Niccolo Lancia. Hij bleef in Griekenland en bestuurde verder zijn eigen vorstendommen in Zuid-Evia en Salona. Als beloning voor bewezen diensten voor Sicilië werd hij bevorderd tot graaf van Malta en graaf van Gozo, twee eilanden onder Aragonees-Siciliaans bestuur. Hij ging er niet heen. Alfons Frederik bleef verder de sterke man in Aragonees Griekenland. De Catalaanse Compagnie was streng gedisciplineerd. 
Het bestuur van zijn gebieden was stevig in handen van Catalanen en Aragonezen en vooral, de vrede met de republiek Venetië bleef voortduren. Dit bleek een strategisch voordeel in 1332 toen de jonge Wouter VI van Brienne Griekenland binnenviel. Deze Franse kruisvaarder wou de Aragonezen verjagen en zijn familie installeren; dit gebeurde met steun van paus Johannes XXII, een Fransman, en het Huis Anjou-Sicilië, de pauselijke vazal in het koninkrijk Napels. De Aragonezen verjoegen de Fransen. Paus Benedictus XII deelde hiervoor straffen uit door Alfons Frederik en de formele hertog van Athene, Willem II van Sicilië, in de ban van de Roomse Kerk te slaan (1335). 
Alfons Frederik stierf in 1338. Het Aragonees bestuur in hun Griekse gebieden brokkelde langzaam af.

## Nakomelingen
Alfons Frederik en Murella hadden vijf kinderen, vier zonen en een dochter. Zij verbleven of bestuurden Aragonese gebieden in Griekenland.